# Vouarana
Vouarana es un género de plantas de la familia Sapindaceae. Contiene dos especies

## Especies seleccionadas
- Vouarana anomala
- Vouarana guianensis

- Datos: Q10392547
- Especies: Vouarana